# Universitat de Newcastle
La Universitat de Newcastle (Newcastle University) és una universitat pública dedicada a la recerca ubicada a Newcastle upon Tyne al nord-est d'Anglaterra. Hi ha una altra Universitat de Newcastle a Austràlia. Aquesta universitat té els seus orígens en l'Escola de Medicina i Cirurgia (School of Medicine and Surgery (lmés tard College of Medicine), fundada l'any 1834 i en el College of Physical Sciences (més tard reanomenat Armstrong College), fundat el 1871. Aquest dos colleges fromaven una divisió de la federal Universitat de Durham, amb el Durham Colleges formant l'altra. Els Newcastle colleges es fusionaren per formar el King's College l'any 1937. L'any 1963, segint una llei del Parlament britànic, el King's College va esdevenir la University of Newcastle upon Tyne, i posteriormenr, la Newcastle University.
La Universitat de Newcastle atrau més de 20.000 estudiants de més 120 països de tot el món. Té 24 academic schools i 40 instituts de recerca i centres de recerca disposats en tres Facultats: la Faculty of Humanities and Social Sciences; la Faculty of Medical Sciences; i la Faculty of Science, Agriculture and Engineering.
Aquest universitat ocupa un campus prop de Haymarket al Newcastle upon Tyne central. ord-est de la ciutat entre els espais oberts de Leazes Park i el Town Moor.

## Recerca
Com a membre del prestigiós Russell Group, la Universitat de Newcastle té una gran reputació en moltes disciplines científiques. En el darrer Research Assessment Exercise (RAE) de 2008, Newcastle Biomedicine estava situat en el lloc 8è en investigació mèdica de tot el Regne Unit.